# موسى القرني
موسى بن محمد بن يحيى القرني (1954م -2021م) أكاديمي سعودي مُعارض. ولد في منطقة جازان، وحصل على درجة الدكتوراه في تخصص أصول الفقه من الجامعة الإسلامية. حُكم عليه بالسجن لمدة 20 سنة في قضية خلية الاستراحة.

## نشأته
ولد القرني عام 1954م بمنطقة جازان. درس المرحلة الجامعية في كلية الشريعة بالرياض التي كانت حينذاك تتبع الرئاسة العامة للكليات والمعاهد العلمية قبل إنشاء جامعة الإمام محمد بن سعود الإسلامية، درس الماجستير في قسم الدراسات العليا بجامعة الملك عبد العزيز فرع مكة قبل إنشاء جامعة أم القرى في شعبة الفقه وأصوله تخصص أصول الفقه، ثم حصل على درجة الماجستير في أصول الفقه بتقدير ممتاز عن رسالته بعنوان النهي ودلالته على الأحكام الشرعية، في هذه المرحلة اختارته إدارة الجامعة الإسلامية حينما كان رئيسها الشيخ عبد العزيز بن باز ليكون معيدًا فيها و مبتعثًا للدراسة في مكة المكرمة وذلك قبل أن يتم افتتاح قسم للدراسات العليا في الجامعة الإسلامية. أكمل مرحلة الدكتوراه في أصول الفقه في مكة بعد أن تحولت إلى جامعة أم القرى وحصل على درجة الدكتوراه في تخصص أصول الفقه بتقدير ممتاز مع مرتبة الشرف الأولى.

## حياته العملية
عمل في الجامعة الإسلامية وكيلاً ثم عميداً لشؤون الطلاب ثم أستاذاً لأصول الفقه في كلية الشريعة وكلية الحديث وقسم الدراسات العليا في الجامعة ثم رئيساً لقسم أصول الفقه في الجامعة. كما عمل أستاذاً متعاوناً لتدريس مادة العقيدة في فرع جامعة الإمام محمد بن سعود الإسلامية بالمدينة كلية الدعوة والإعلام، وأشرف وناقش عدداً من رسائل الماجستير والدكتوراه في الجامعة الإسلامية وجامعة الإمام محمد بن سعود الإسلامية وجامعة أم القرى وأكاديمية الأمير نايف.
وعمل في التدريس في جامعة الدعوة والجهاد التابعة للشيخ سياف في بيشاور والمعهد الشرعي التابع للشيخ جميل الرحمن في بيشاور وأشرف على الأكاديمية الإسلامية للعلوم والتقنية التابعة لهيئة الإغاثة الإسلامية العالمية ورابطة العالم الإسلامي في بيشاور ثم مديراً لها بعد أن أصبحت الجامعة الإسلامية للعلوم والتقنية، وأشرف علمياً على عدد من المعاهد الشرعية في مخيمات المهاجرين الأفغان التابعة للجنة البر الإسلامية. أُحيل إلى التقاعد بقرار ملكي. عمل بعدها بالمحاماة وكان له بالمدينة المنورة في بيته ديوانية سبتية عنيت بالإصلاح.

## قضية خلية الاستراحة
في شهر فبراير عام 2007 اجتمع تسعة أشخاص في استراحة المحامي عصام بصراوي، لمناقشة مشروع إنشاء جمعية لحقوق الإنسان تهتم بنشر الوعي الحقوقي للمواطن اصطلحوا على تسميتها التجمع الوطني السلمي العلني، من أجل رفعها لاعتمادها جمعيةً رسميةً تبدأ نشاطاتها تحت مظلة رسمية، وكان الاجتماع لكتابة وثيقة إصلاح سياسية تُرفع لمقام الملك، وهذا الاجتماع هو الثالث لهم في هذه الاستراحة، وقد داهم الاستراحةَ الجهاتُ الأمنية، وقُبض على الأشخاص التسعة جميعهم إضافة لعاشرهم الحسن الحسين الصادق مغربي الجنسية. الأشخاص التسعة هم: سعود مختار الهاشمي، وسليمان الرشودي، وموسى القرني، وعبد الرحمن الشميري، وعصام البصراوي، وسيف الدين الشريف، وعبد الرحمن مؤمن خان، وعبد العزيز الخريجي، وفهد القرشي.
وقد صرح مسؤول أمني أن التحقيقات أسفرت عن كشف تنظيم سري في جدة غرب المملكة العربية السعودية، اتهموا بتأسيس تنظيم هدفه إشاعة الفوضى والوصول إلى السلطة بالاستعانة بأطراف خارجية، تم القُبِض على التسعة بتاريخ 2 فبراير 2007 أثناء اجتماعهم لمزاولة تلك النشاطات وأُعلِن عن ذلك بتاريخ 3 فبراير 2007. وقال المصدر أن الخلية هو تنظيم سري ضمَّ عدد من الأكاديميين، وكان يهدف للوصول إلى الحكم في البلاد، بالتعاون مع تنظيم القاعدة، ودعم الأنشطة التي قام بها التنظيم منذ 12 مايو أيار 2003، وصلاته بشبكة استخبارات أجنبية.

### المحاكمة
وجهت هيئة الادعاء العام في السعودية إلى أعضاء التنظيم السري وعددهم 16 شخصًا 75 تهمة، وقالت أن غالبيتهم اشترك بالتورط في تأسيس التنظيم السري الذي كان يهدف للاستيلاء على السلطة في البلاد، وأراد التنظيم السري أن يقطف ثمار نشاط القاعدة في السعودية، وذلك عبر دعمه بالمال، ومباركة ما يقوم به من أعمال، من أجل إحداث الفوضى، والوصول إلى السلطة. وكانت صفحات المحاضر ضد المتهمين والتي تجاوز عددها 1000 صفحة، أفادت بأن الرجل الأول في التنظيم السري استضاف عددًا من قيادات القاعدة في العراق باستراحة تقع في مدينة جدة، حيث كانوا قد دخلوا إلى السعودية مستغلين موسم الحج، في لقاء حضره مجموعة من الشباب تم التغرير بهم والدفع بهم للقتال في العراق، وتم تسجيل مقتل 4 منهم على الأقل.
استمرت التحقيقات في القضية مدة طويلة استغرقت ثلاث سنوات ونصف دون صدور أحكام، نُقل سبعة من المتهمين التسعة بعد انقضاء سنة من السجن إلى سجن خاص، مع الإبقاء على سعود الهاشمي وموسى القرني في سجن انفرادي، ثم أُفرج عن عصام بصراوي إثر تردي حالته الصحية في السجن. في أغسطس عام 2010 انطلقت المحاكمات بعد نقل المتهمين من سجن الحائر في الرياض إلى سجن ذهبان في مدينة جدة، وامتدت المحاكمات مدة عام كامل لعدة جلسات تجاوزت الأربعين جلسة. بمبادرة من المحامي باسم عالم رُفِع طلب الإفراج عن المتهمين منذ مدة طويلة وتم تداوله مع القاضي كثيرًا، فصدر القاضي طلب الإفراج، ليُنفَّذ للجميع باستثناء: سعود الهاشمي، وموسى القرني، وعبد الرحمن الشميري، وسيف الدين الشريف، عبد الرحمن مؤمن خان، ووليد العمري، حيث تقرر الإبقاء عليهم في السجن، وكان ذلك في شهر مايو عام 2011، حيث مُنِع الشيخ سليمان الرشودي من مغادرة مدينة جدة حتى انتهاء المحاكمة، أما البقية فكان من حقهم السفر في داخل المملكة ومُنِعوا من السفر خارجها.
في يوم الثلاثاء 22 نوفمبر 2011 كان موعد النطق بالحكم في محكمة مدينة الرياض عند الساعة التاسعة صباحًا، وعند قرابة الساعة الثالثة ظهرا نُطِق بالحكم، وقد قضت المحكمة الجزائية المتخصصة بالسجن 228 عاماً على 16 متهماً، وتراوحت الأحكام بين 30 و 5 سنوات، إضافة إلى منع السفر لبعض المحكوم عليهم بعد انتهاء عقوبتهم، والترحيل والإبعاد للمغربي بعد انتهاء سجنه، وقد اعترض المدَّعي العام على الأحكام واعتبرها غير مقنعة، وكذلك قُوبلت بالاعتراض من جميع المتهمين واعتبروها جائرة. والأحكام هي:
- سعود مختار الهاشمي: السجن لمدة 30 سنة والمنع من السفر لمدة 30 سنة أخرى بعد إطلاق سراحه، وفرض غرامة قيمتها مليونا ريال.
- عبد العزيز الخريجي: السجن لمدة 22 سنة، والمنع من السفر لمدة 20 سنة أخرى بعد إطلاق سراحه، وفرض غرامة قيمتها مليون ريال.
- موسى القرني: السجن لمدة 20 سنة والمنع من السفر لمدة 20 سنة أخرى بعد إطلاق سراحه.
- سليمان الرشودي: السجن لمدة 15سنة والمنع من السفر لمدة 15سنة أخرى بعد إطلاق سراحه.
- عبد الرحمن خان: السجن لمدة 20 سنة والمنع من السفر لمدة 20 سنة أخرى بعد إطلاق سراحه.
- عصام بصراوي: السجن لمدة 10 سنوات والمنع من السفر لمدة 10 سنوات أخرى بعد إطلاق سراحه.
- سيف الدين الشريف: السجن لمدة 10 سنوات والمنع من السفر لمدة 10 سنوات أخرى بعد إطلاق سراحه.
- فهد القرشي: السجن لمدة 10 سنوات والمنع من السفر لمدة 10 سنوات أخرى بعد إطلاق سراحه.
- عبد الرحمن الشميمري: السجن لمدة 10 سنوات والمنع من السفر لمدة 10 سنوات أخرى بعد إطلاق سراحه.

### التهم
التهم التي وردت على المتهمين هي: الخروج على ولي الأمر، ونزع يد الطاعة من خلال الاشتراك بتأسيس تنظيم سري يهدف إلى إشاعة الفوضى والوصول إلى السلطة. عقد الاجتماعات السرية لوضع الخطط الإستراتيجية لهذا التنظيم. انتهاج منهج الخوارج في تكفير ولي الأمر والطعن في ديانته. غسيل الأموال من خلال جمع التبرعات والتحريض على ذلك.

## وفاته
توفي القرني في سجنه يوم الثلاثاء 6 ربيع الأول 1443هـ المُوافق فيه 12 أكتوبر 2021م، بحسب ما أعلنته منظمة سند للدفاع عن الحقوق السياسية والمدنية في المملكة العربية السعودية، إضافةً إلى جهات حقوقية ونشطاء سعوديون على مواقع التواصل الاجتماعي. وقالت المُنظمة سالفة الذكر أن وفاة القرني جاءت بعد معاناة طويلة مع المرض، وأنَّهُ عانى من الإهمال الطبي المُتعمَّد في المُعتقل، إذ حُبس حبسًا انفراديًّا لفترات طويلة وتدهورت حالته الصحيَّة تدهورًا واضحًا في السنوات الأخيرة من حياته دون أن يلقى الرعاية المُلائمة.

## مؤلفاته
- مرتقى الوصول إلى تاريخ علم الأصول.[14]
- النهي ودلالته على الأحكام الشرعية.[15]